# Diplothelopsis
Diplothelopsis là một chi nhện trong họ Nemesiidae.
Diplothelopsis được miêu tả năm 1905 bởi Tullgren.

## Các loài
Diplothelopsis có các loài sau:
- Diplothelopsis bonariensis Mello-Leitão, 1938
- Diplothelopsis ornata Tullgren, 1905